# Cinigiano
Cinigiano é uma comuna italiana da região da Toscana, província de Grosseto, com cerca de 2.737 (Cens. 2001) habitantes. Estende-se por uma área de 161,66 km², tendo uma densidade populacional de 17 hab/km². Faz fronteira com Arcidosso, Campagnatico, Castel del Piano, Civitella Paganico, Montalcino (SI).

## Demografia
| Variação demográfica do município entre 1861 e 2011                               |
|                                                                                   |
| Fonte: Istituto Nazionale di Statistica (ISTAT) - Elaboração gráfica da Wikipedia |